# Sistema Automático de Información Hidrológica

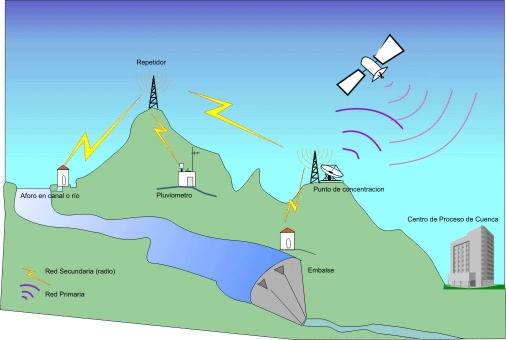
Esquema de comunicaciones de un SAIH.

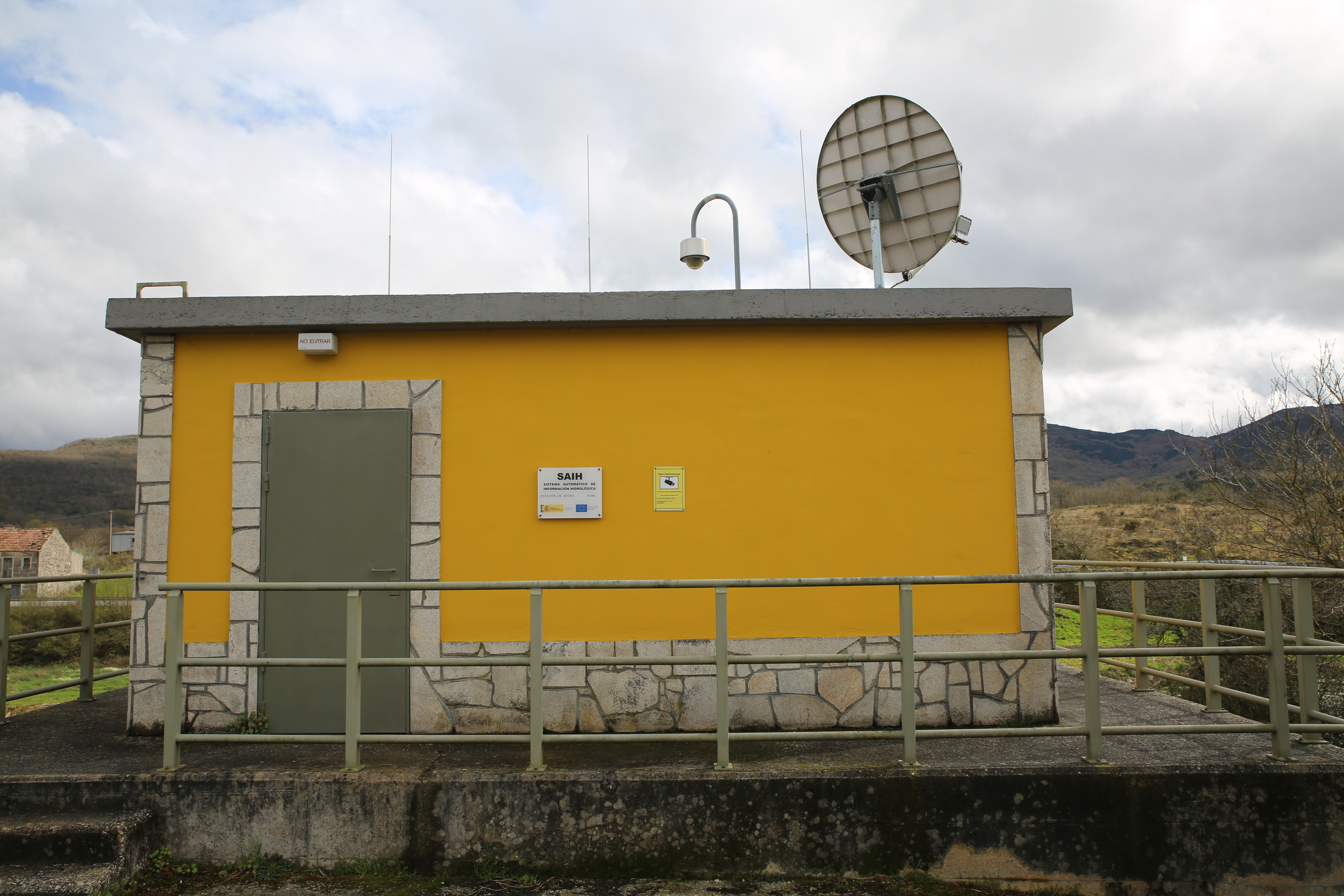
Estación de aforo del SAIH en el río Limia.

El Sistema Automático de Información Hidrológica (SAIH) constituye una red de recogida de datos de precipitación y de control de caudales circulantes (niveles en embalses, cauces y canales, posiciones de compuertas, etc.).
El primer SAIH en construirse en España fue el de la Confederación Hidrográfica del Júcar que está en funcionamiento desde finales de 1984 tras el desastre del embalse de Tous.
En la compleja red que conforma un SAIH los datos captados por los distintos sensores se registran en los denominados puntos de control que transmiten su información vía radio y vía satélite al Centro de Proceso de Cuenca. Se denomina así a la sala de control del SAIH donde se centralizan las labores de gestión y mantenimiento de la información recibida y que normalmente se sitúan en la sede de la Confederación correspondiente.

## Reseña histórica
Las inundaciones constituyen el riesgo natural de mayor impacto mundial, el que origina más pérdidas de vidas y bienes que cualquier otro desastre natural. En el caso mediterráneo, este hecho es particularmente importante, dado el carácter repentino de las crecidas y la creciente ocupación humana de vegas y riberas fluviales.
Los cuantiosos costes humanos, económicos y sociales que comportan las crecidas, obligan a incorporar medidas eficaces de previsión, predicción y control de las avenidas. Sin embargo, esta tarea no resulta en modo alguno sencilla. Dos cuestiones capitalizan la problemática: por una parte la rápida respuesta de las cuencas y, en consecuencia, un tiempo muy corto para avisar a la población expuesta al riesgo, y por otra, la escasa disponibilidad de información hidrológica en los momentos clave.
En efecto, las fuentes hidrológicas tradicionales toman los datos cada 24 horas, hecho que enmascara y desvirtúa las características de las súbitas avenidas mediterráneas. Ante esta situación, se impone la implantación de sistemas de información que permitan disponer de los datos en tiempo real, incluso prever, mediante modelos de simulación convenientemente contrastados, el comportamiento futuro de las cuencas.

## Los orígenes
A raíz del revulsivo que supusieron las inundaciones de octubre-noviembre de 1982 en el litoral mediterráneo, y un año después en la franja cantábrica, los poderes públicos españoles empezaron a revisar y diseñar nuevos programas de prevención. De las nuevas acciones que se pusieron en marcha, merece destacarse las referidas a la vigilancia meteorológica y a la información hidrológica por parte de las autoridades.
En lo referente a la previsión hidrológica, la acción se centró en el Proyecto del Sistema Automático de Información Hidrológica (SAIH), desarrollado a escala nacional en el marco del Programa de Seguridad y Explotación de Presas. Este proyecto, inserto en el contexto de un Plan Nacional, comenzó a ejecutarse en la Confederación Hidrográfica del Júcar, por considerarse la más problemática y la que requería con mayor urgencia su implantación.
Además de la aplicación de esta tecnología para mitigar los problemas mencionados, el SAIH cumple hoy en día una función informativa muy destacada para la correcta evaluación y gestión de los recursos hídricos.